# Desenzano del Garda
Desenzano del Garda (lombardul: Dezensà) település Olaszországban, Lombardia régióban, Brescia megyében. Lakosainak száma 29 106 fő (2023. január 1.). Desenzano del Garda Padenghe sul Garda, Peschiera del Garda, Sirmione, Lonato del Garda és Pozzolengo községekkel határos.

## Népesség
A település lakossága az elmúlt években az alábbi módon változott:
| Lakosok száma | 28 856 | 28 982 | 29 106 |
|               | 2017   | 2018   | 2023   |

## Híres szülöttei
- Merici Szent Angéla szerzetes, rendalapító (1474-1540)